# Ramon Salvador Rabasó Figuerola
Ramon Salvador Rabasó Figuerola, cuiner, mestre de cuina i escriptor. Va néixer a Els Pallaresos (Tarragonès), el dia 17 de gener de 1878. Fou un reconegut cuiner de principis del segle XX i autor del llibre EL PRÁCTICO-6500 Recetas, resumen mundial de cocina y pastelería, considerat per molts professionals com la Bíblia de la Cuina i llibre de guia en la formació de futurs cuiners en moltes escoles de cuina de parla castellana en les últimes dècades. (Malgrat que era català va escriure la seva obra magna en llengua castellana per les raons que expliquem més endavant).Entre els caps de cuina que han assenyalat el seu valor i importància destaquen cuiners com: Miquel Moy, Josep Bullich i Gaspar, Gato Dumas, Santi Santamaria, Josep Garcia i Fortuny, Ferran Adrià Acosta, Sergi Arola, Ángel de León... i un llarg etcètera de professionals del sector culinari i de la gastronomia.

## Biografia
De família humil, dels seus inicis s'han saben poques coses, i no es tenen notícies que permeti saber si aquest Mestre va treballar en territori hispànic, però sembla que coneixia bé la cuina espanyola, i en particular la tarragonina, tal com hom pot apreciar en el seu llibre.   
El seu esperit progressista i l'afany de superació van fer que a principis del segle XX es desplaça a França. Allí coneix el París gastronòmic impregnat de l'esperit del gran Marie-Antoine Carême, que havia assentat les bases de la cuina i que, en el decurs del temps, va ser un altre gran Mestre, Auguste Escoffier, va tenir l‘honor de prendre el relleu. Aquest xef fou primordial perquè, entre d'altres, va escriure la Guide Culinaire (1903), obra que, juntament amb els sòlits  coneixements de l'art culinari que sens dubte va adquirir a França, li va servir a Rabasó per marxar a l'Argentina en un data inconcreta però sabem que el 1909 es trobava a Bahía Blanca. Sens dubte, veien el panorama i segurament la poca bibliografia culinària en castellà, es van induir a  redactar l'esmentat El Práctico, i el 1920 a Tarragona, decideix la seva publicació, convertint-se en autor-editor-distribuïdor. (A l'Arxiu Històric d‘aquesta ciutat en conserva un exemplar d'aquest quasi centenari receptari i, per tant, una petita joia culinària). Figura amb el títol: EL PRÁCTICO. Resumen de cocina. Aquesta primera edició té un total de 2.400 receptes i 420 pàgines. La gran virtut d'aquesta obra és sens dubte que va posar a l'abast al professional de cuina i rebosteria de parla castellana, un tractat de cuina internacional de primer nivell, car la majoria de professionals no coneixien el francès i, per tant, no podíem tenir accés a la Guide suara esmentada, amb la particularitat que es van incloure elaboracions «porteñas» i criolles de la terra d'acollida.
La segona edició arriba el 1928, però aquest ja imprès a Buenos Aires i consta amb el títol: El Práctico reformado. Resumen de cocina mundial y pastelería. 5.000 recetas. En aquesta  edició  l'autor, a tall de salutació, s'adreça als seus col·legues, mostrant la seva satisfacció i agraïment per l'acollida de l'edició anterior. El 1941 arriba la tercera edició, augmentat el seu contingut però sobre tot perquè hi figuren cartes adreçades a l'autor dels màxims professionals del moment tant de l'Argentina com d'Uruguai i Brasil, felicitant-lo i valorant positivament el seu contingut.
Com que, tal com s'ha dit, en la seva triple faceta, ell s'encarregava de portar a llibreries i centres de col·lectius de cuiners i rebosters de l'Argentina, sobretot de Buenos Aires, els llibres deixant-los en fons i quan li semblava que ja estaven venuts, anava a cobrar o recollir les existències. 
Arriba l'any 1951 i Rabasó, després de tant de temps fora de casa, considera que ja ha arribat l'hora de tornar a la seva estimada Catalunya, casa seva que mai va deixar d'estar en el seu pensament, malgrat que va escriure la seva obra en castellà per les raons abans explicades. Així que ven els drets d'autor a un col·lega i amic, en Fernando Aneiros Fojón, de la veïna Uruguai.(Hi ha còpia d'aquesta venda manuscrita de l'autor).   
I va anar a casa d'una bona amiga d'infantesa a El Catllar (Tarragonès), lloc on va romandre fins a la seva mort el 3 de desembre de 1957 a l'edat de 79 anys. Així acaba la figura d'un gran professional dels fogons que, amb la seva obra, ha ajudat moltes generacions de cuiners i rebosters. Després de 96 anys de la primera edició, EL PRÁCTICO encara continua sent un referent indispensable pels que oficien davant els fogons, i, la prova de la seva vigència, la tenim que l'any 2012 es va publicar la novena edició i el 2013 es va fer una edició de llibre electrònic, en format digital interactiu (eBook).